# Obelisk z Luksoru
Obelisk z Luksoru (fr. Obélisque de Louxor) – obelisk usytuowany w centralnej części paryskiego Place de la Concorde.
Obelisk pochodzi ze świątyni w Luksorze (Egipt) i został wykonany z różowego granitu ponad 3300 lat temu na polecenie faraona Ramzesa II. Posadowiony w Paryżu w roku 1836, po uprzednim zdemontowaniu i przetransportowaniu z Luksoru. Jest jednym z dwóch obelisków, które znajdowały się przed pylonami tamtejszej świątyni (drugi nadal pozostaje na dawnym miejscu w Luksorze).

## Historia
W roku 1830 wicekról Egiptu Muhammad Ali podarował królowi Francji Karolowi X dwa obeliski znajdujące się przed świątynią w Luksorze. Jeden z nich zdemontowano i przetransportowano do Paryża. Do transportu użyto specjalnie zbudowanego statku, będącego płaskodenną barką o wymiarach odpowiadających wymiarom obelisku i wysokości umożliwiającej przepłynięcie pod mostami na Sekwanie. Transport odbywał Nilem z Luksoru do Aleksandrii i przez Morze Śródziemne do Tulonu, a następnie drogą morską wokół Półwyspu Iberyjskiego do Rouen i dalej Sekwaną do Paryża. Statek pokonał tę trasę od sierpnia 1832 do grudnia 1833, wliczając liczne postoje w oczekiwaniu na poprawę pogody. Po przybyciu do Paryża został zacumowany przy nabrzeżu Cours-la-Reine.
Król Ludwik Filip I – następca Karola X, postanowił, aby obelisk stanął na Placu Zgody, zastępując zburzony pomnik Ludwika XVI, ściętego gilotyną w tym miejscu podczas rewolucji francuskiej. Wybór obelisku jako pomnika nie związanego z historią Francji miał symbolizować porozumienie między frakcjami politycznymi, co również podkreślono w 1830 roku zmianą nazwy placu z Plac Ludwika XV na Plac Zgody. Uroczyste podniesienie obelisku odbyło się 25 października 1836 roku, przy użyciu maszyn wyposażonych w liny i gigantyczne kabestany. Monument posadowiono na nowym granitowym cokole (oryginalny uległ częściowemu zniszczeniu podczas transportu i dziś można go oglądać w egipskiej części muzeum w Luwrze). Drugi obelisk, pozostały w Luksorze, został oficjalnie zwrócony Egiptowi przez prezydenta François Mitterranda w latach 80. XX wieku.

## Opis
Obelisk ma 23 metry wysokości i waży 230 ton. Wykonany jest z różowego granitu pochodzącego z Asuanu. Powierzchnie boczne są ozdobione hieroglifami sławiącymi faraona Ramzesa II, a wierzchołek zwieńczony piramidionem o wysokości 3,60 m, który w roku 1998 pokryto brązem. Obelisk służy również jako gnomon do zegara słonecznego, którego rzymskie cyfry wykonane z metalu są wmurowane w bruk placu.

## Galeria

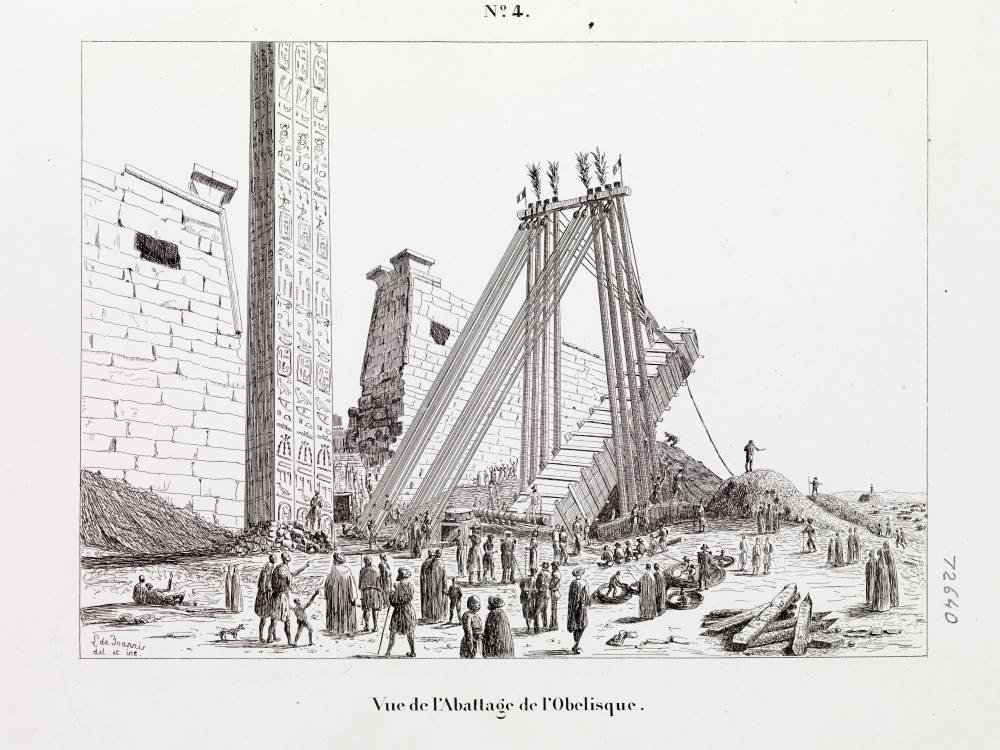
Demontaż obelisku w Luksorze
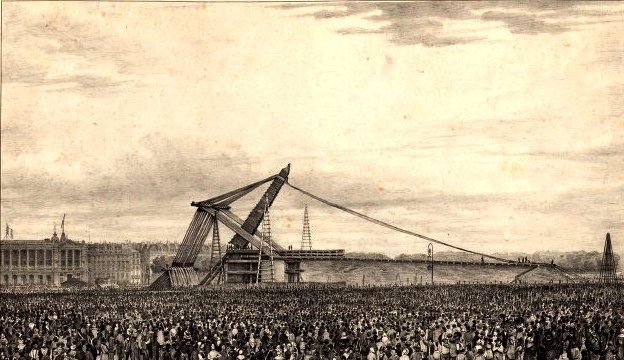
Posadowienie obelisku w Paryżu
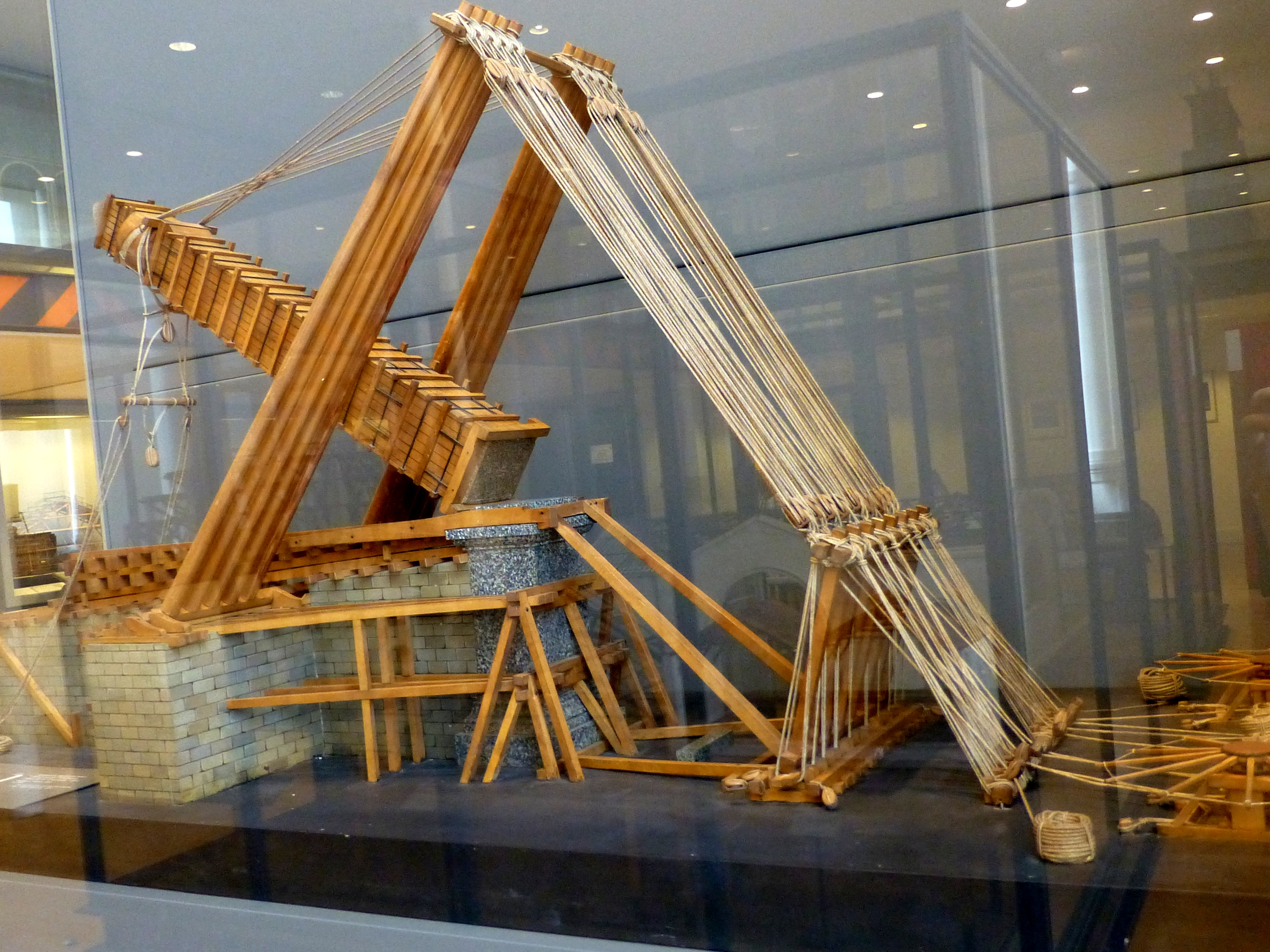
Model maszyny unoszącej obelisk
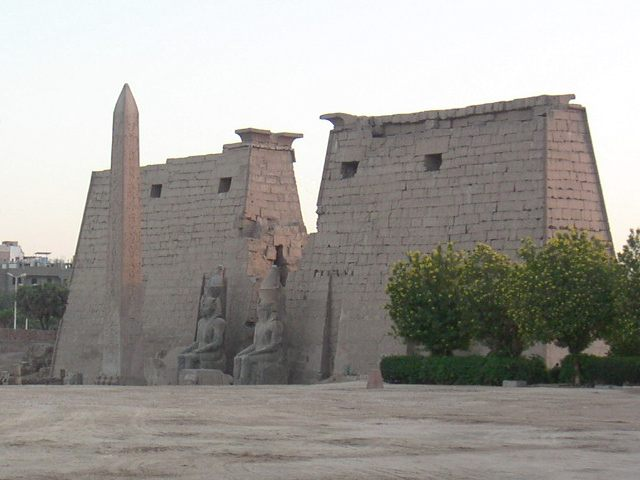
Świątynia w Luksorze z pozostałym obeliskiem
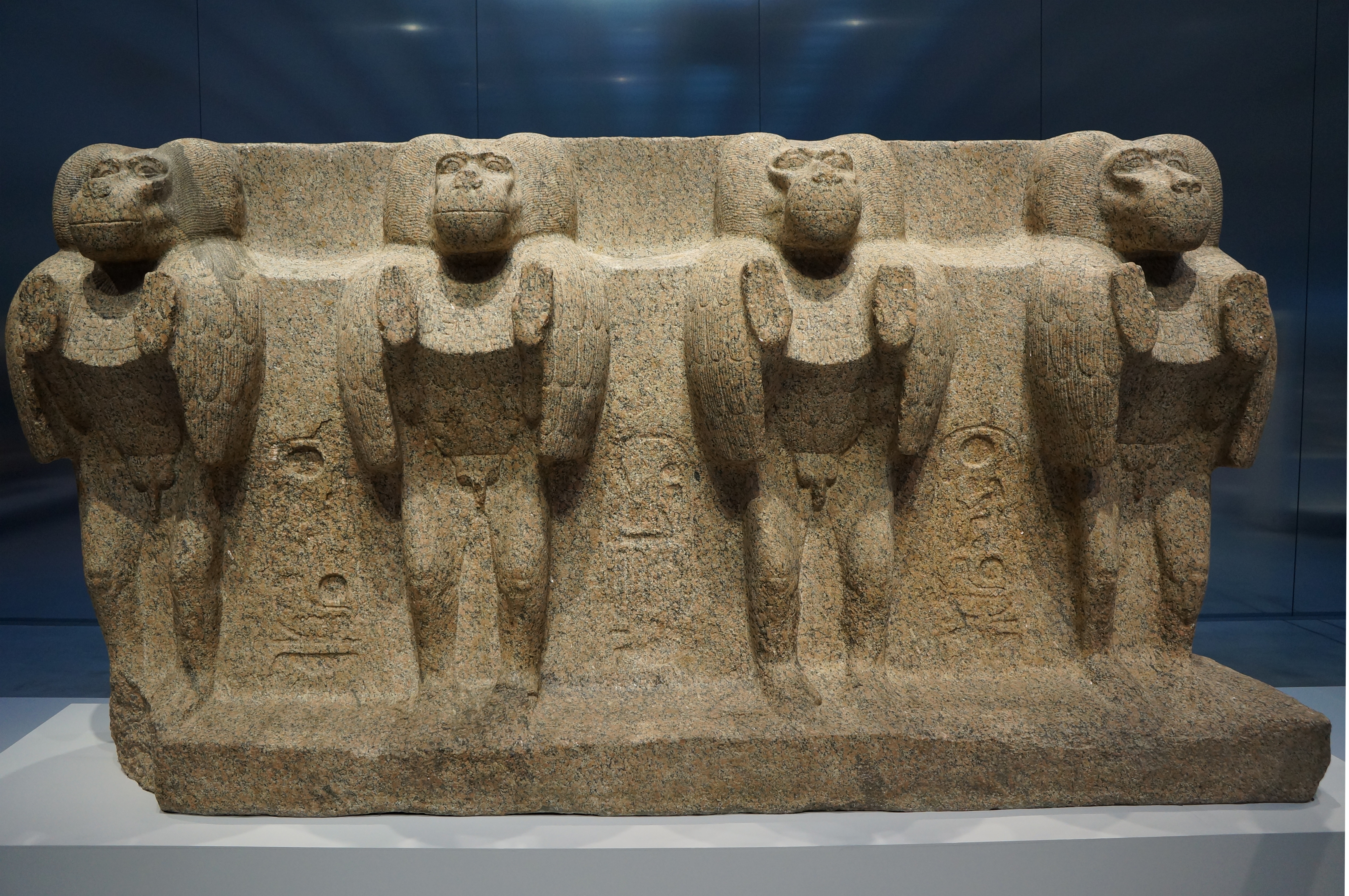
Fragment oryginalnego cokołu